# M*A*S*H (televisieserie)

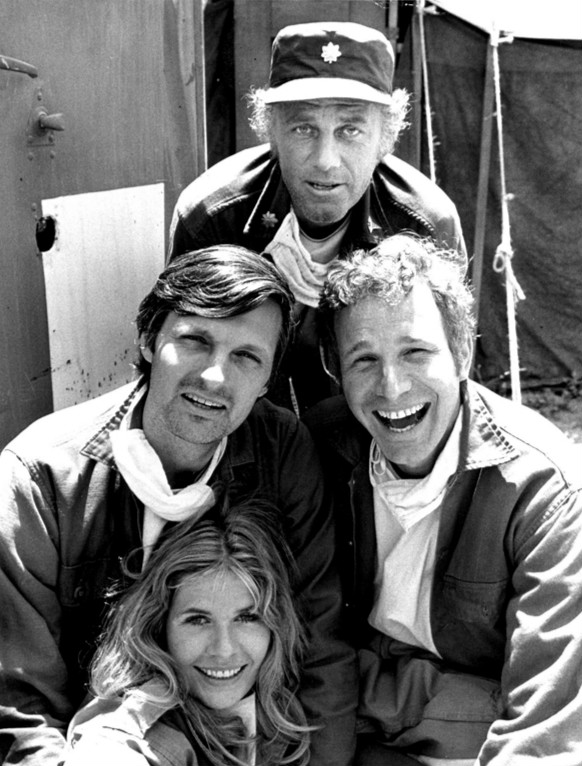
Loretta Swit, Alan Alda, McLean Stevenson en Wayne Rogers (1972)

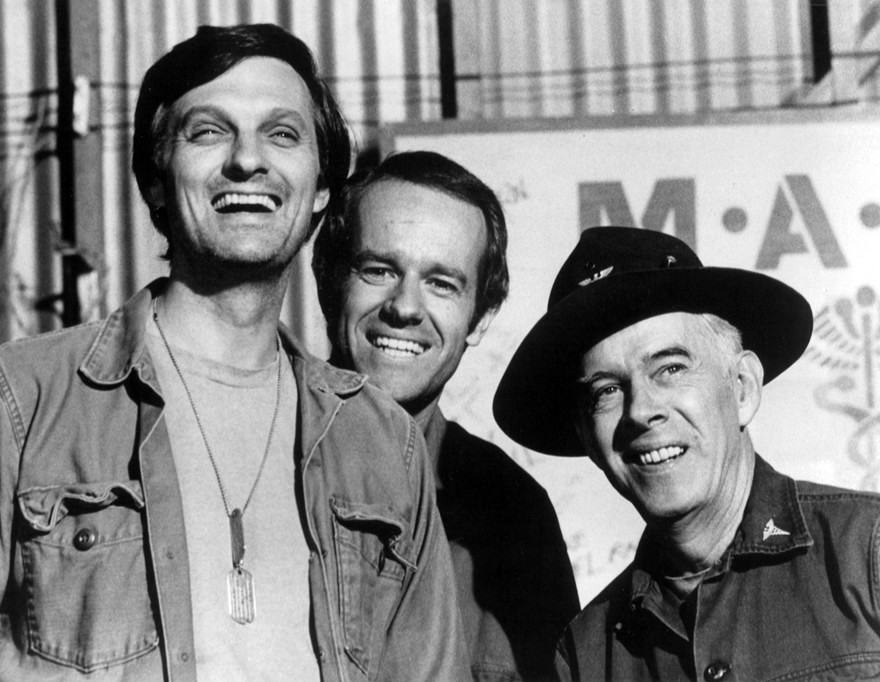
Alan Alda, Mike Farrell en Harry Morgan (1975)

M*A*S*H (De afkorting M.A.S.H. staat voor Mobile Army Surgical Hospital) is een Amerikaanse komische televisieserie op basis van een eerdere film: M*A*S*H uit 1970. De serie werd voor het eerst uitgezonden tussen 1972 en 1983.
De serie handelt over de avonturen van de bemanning van een mobiel veldhospitaal tijdens de Koreaanse Oorlog in de jaren 50. De tragiek en ellende van alledag wordt verdrongen door humor.
William Self, directeur van 20th Century Fox, besloot een televisieserie te maken naar aanleiding van de film MASH. Het decor was nog voorhanden en Fox had de rechten op de verhaallijn, dus de productie van de serie was relatief goedkoop. Gary Burghoff, die het karakter Radar O’Reilly speelde, was de enige acteur uit de film die werd gevraagd in de serie te spelen. McLean Stevenson speelde de rol van Henry Blake, terwijl hij liever Hawkeye wilde spelen. De juiste persoon voor de rol van Hawkeye werd pas op het laatste moment gevonden. Alan Alda hield de boot tot het laatste moment af, omdat hij zijn twijfels had over het spelen in een mogelijk langlopende serie en omdat hij de oorlog niet leuker wilde doen lijken dan in de werkelijkheid het geval was. Om dit te voorkomen liet hij in zijn contract opnemen dat iedere aflevering minstens één scène moet bevatten die zich afspeelt in de operatiekamer. Alda, die de serie ook gedeeltelijk regisseerde, was als enig personage te zien in iedere aflevering. Gedurende de elf jaar dat de serie speelde reisde hij ieder weekeinde van Los Angeles, waar de serie werd opgenomen, naar zijn gezin in New Jersey. In 1980 verdiende hij per week 200.000 dollar voor zijn bijdrage aan de serie.
De serie kwam na 251 afleveringen tot een einde, na het winnen van talloze onderscheidingen, waaronder veertien Emmy Awards. De laatste aflevering is een van de best bekeken programma’s ooit.
In Nederland werd de comedyserie M*A*S*H tussen november 1972 en april 1983 uitgezonden door de AVRO. De serie werd jaren later meermaals door commerciële omroepen herhaald.

## Productie
Hoewel M*A*S*H aanvankelijk begon als komedie met enkele dramatische momenten, werd de toon naarmate de serie verder ging serieuzer. Dit viel samen met een wisseling van schrijvers en producers. Schrijver Larry Gelbart en producer Gene Reynolds verlieten de serie in seizoen 5. Alan Alda en Burt Metcalfe namen vanaf seizoen 6 een deel van het schrijfwerk over, en zij zochten een wat meer serieuze toon op. Toen de serie begon was de Vietnamoorlog nog bezig. Hoewel M*A*S*H over de Koreaanse Oorlog ging, was dit evengoed een allegorie voor de huidige politieke situatie. 
De bedenkers van de serie wilden aanvankelijk dat de serie zonder lachband zou worden uitgezonden. Dit was toen vrij uniek voor een sitcom, en aanvankelijk ging CBS dan ook niet akkoord. Uiteindelijk besloot het netwerk dat de lachband mocht worden uitgezet tijdens de operatiescene's.

## Rolverdeling
Hoewel de cast van M*A*S*H regelmatig wijzigde, bleven vier personages - Hawkeye, Father Mulcahy, Margaret Houlihan en Maxwell Klinger - voor alle elf seizoenen in de cast. 
- Alan Alda - Capt. Benjamin Franklin Pierce alias Hawkeye
- Wayne Rogers - Capt. John Francis Xavier McIntyre alias Trapper John
- Mike Farrell - Capt. B.J. Hunnicutt
- Loretta Swit - Maj. Margaret Houlihan alias Hotlips
- McLean Stevenson - Lt. Col. Henry Braymore Blake
- Harry Morgan - Col. Sherman T. Potter
- Larry Linville - Maj. Frank Burns
- David Ogden Stiers - Maj. Charles Emerson Winchester, III
- Gary Burghoff - Cpl. Walter Eugene O'Reilly alias Radar
- Jamie Farr - Cpl./Sgt. Maxwell Q. Klinger
- William Christopher - 1st Lt./Capt. Father Francis John Patrick Mulcahy

Bijrollen:
- John Orchard - capt. 'Ugly John' Black
- Bill Snider - Soldaat, Snider, Barkeeper, Chauffeur
- Jo Ann Thompson - Jo Ann
- Shari Saba - Nurse Shari
- Eileen Saki - bareigenaresse Rosie
- Kellye Nakahara - Nurse Kellye
- Jennifer Davis - verpleegster (naamloos)

## Afbeeldingen

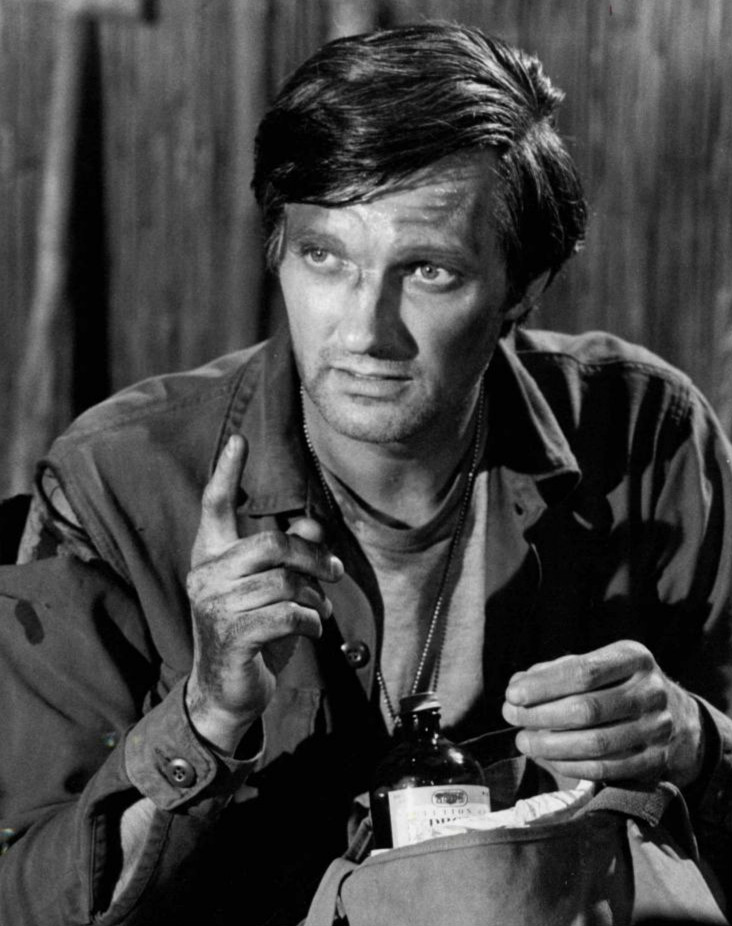
Alan Alda
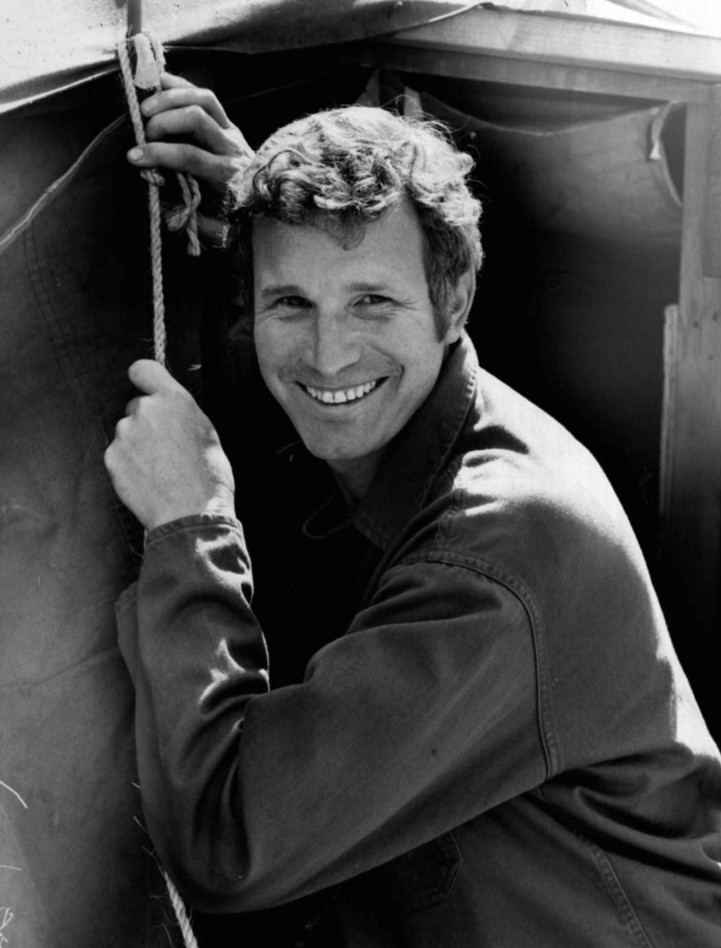
Wayne Rogers
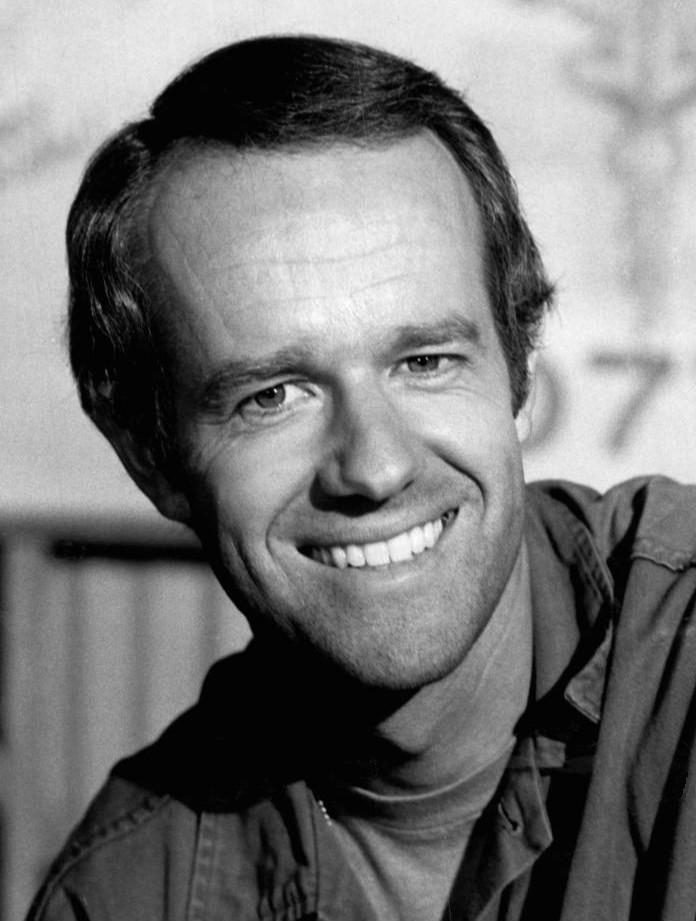
Mike Farrell
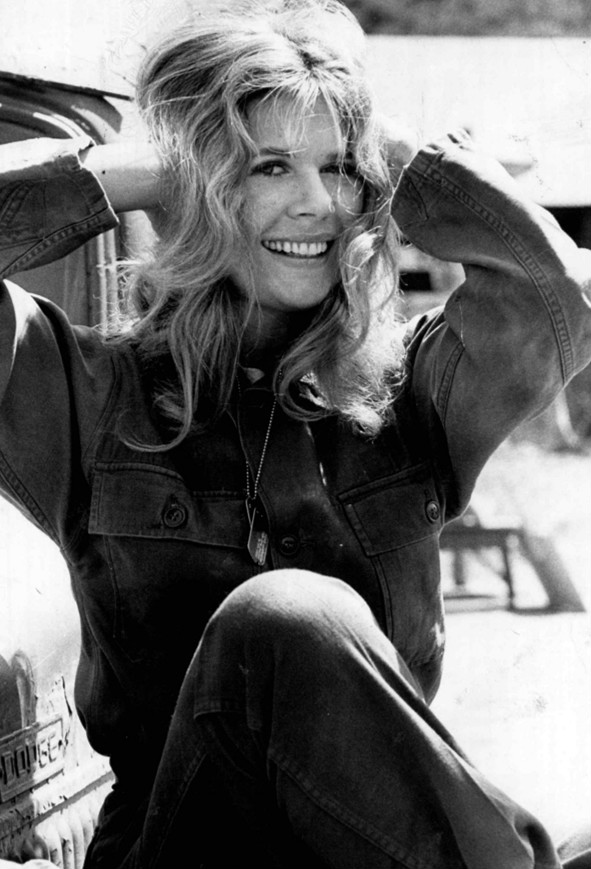
Loretta Swit
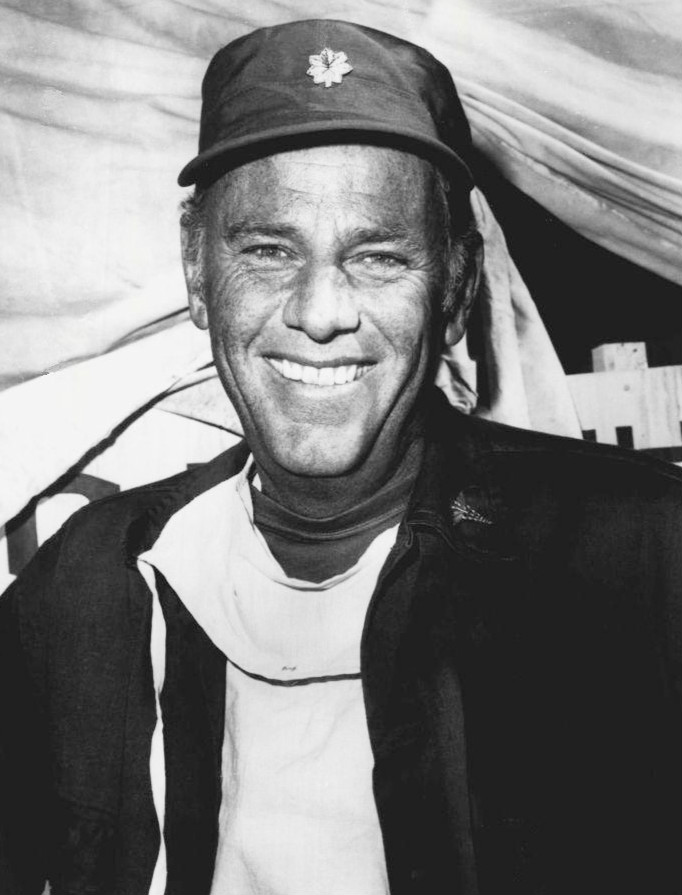
McLean Stevenson
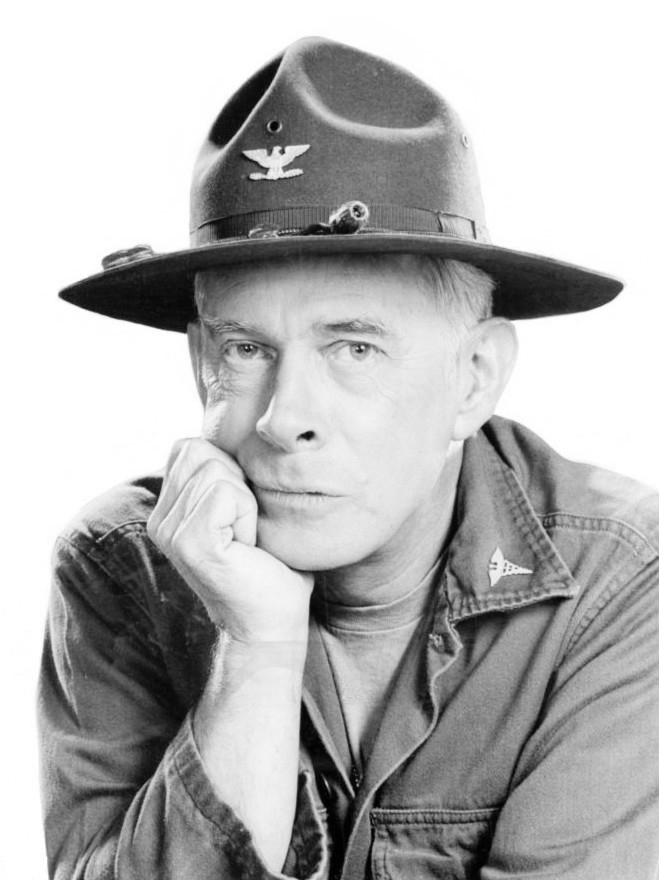
Harry Morgan
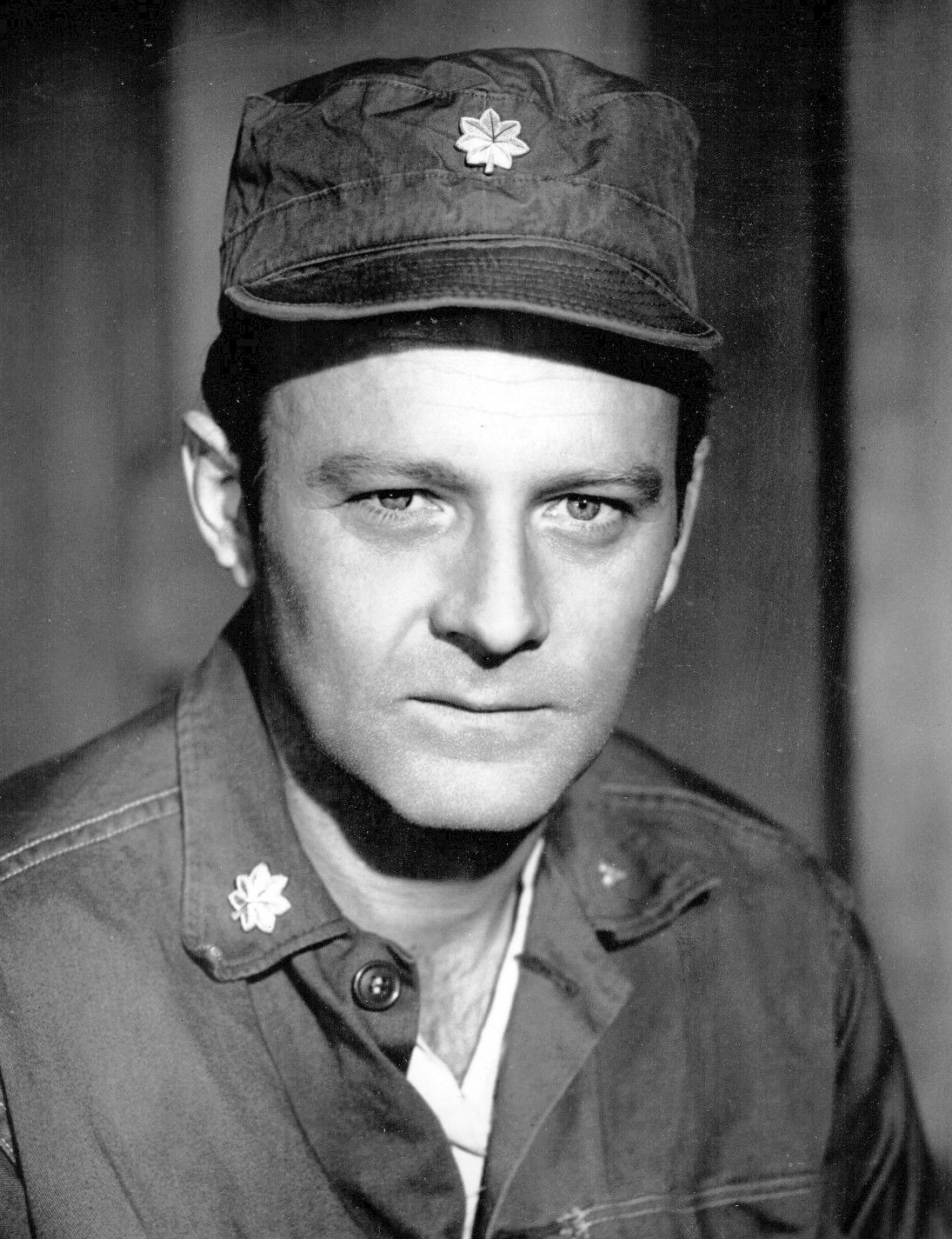
Larry Linville
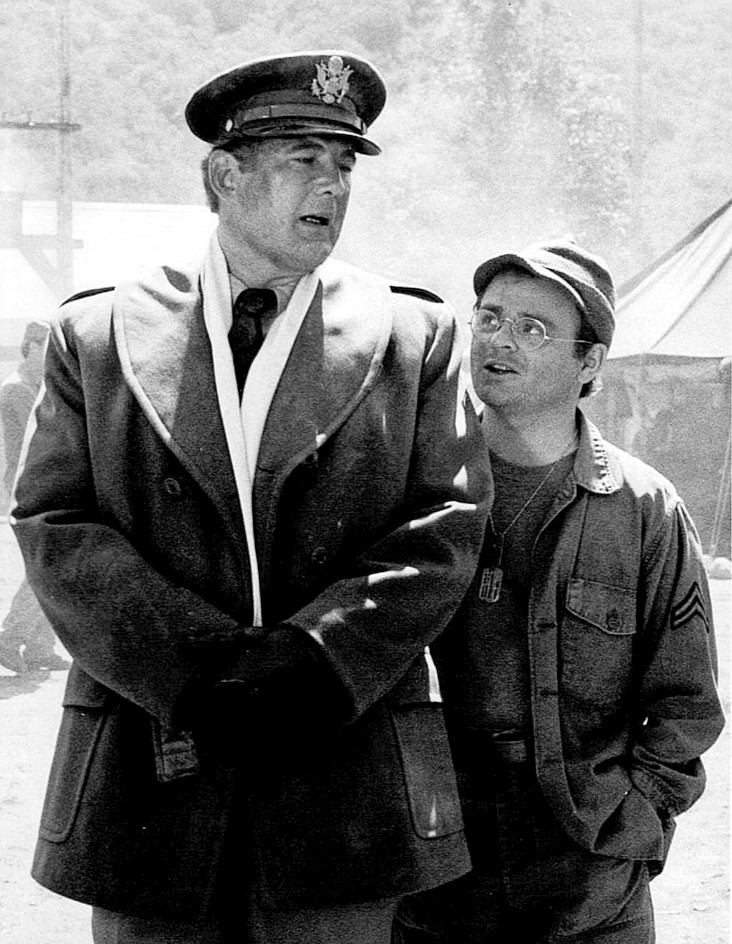
David Ogden Stiers
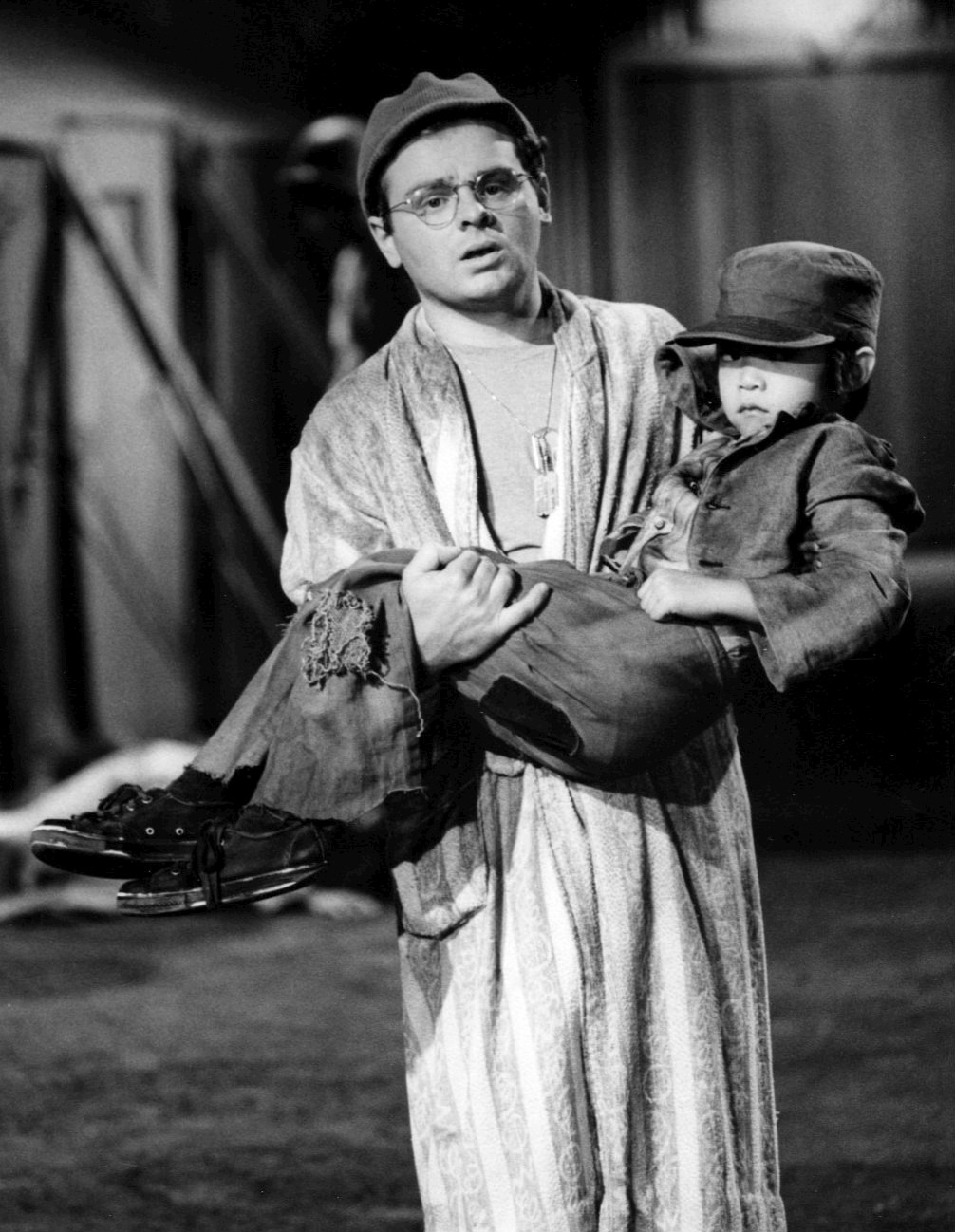
Gary Burghoff
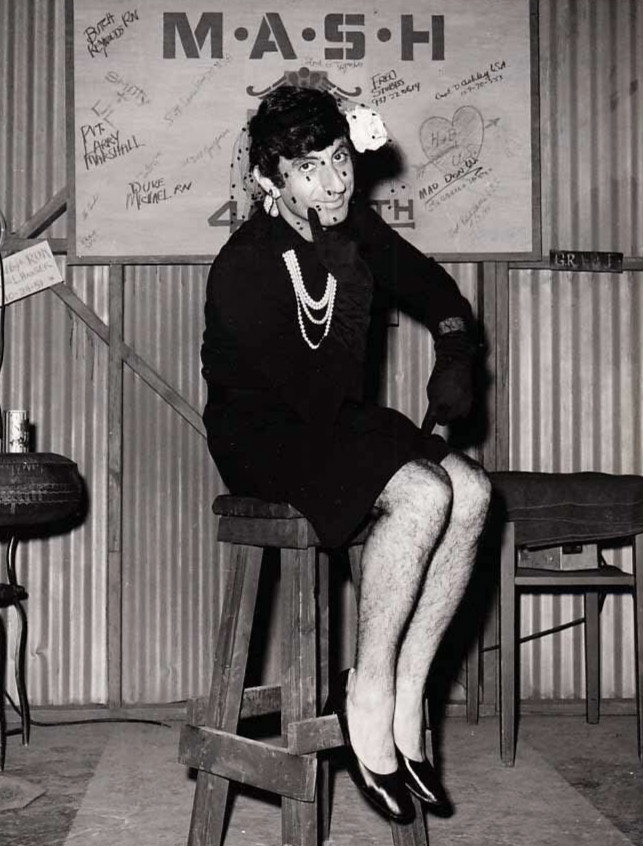
Jamie Farr